# ミニム湖
ミニム湖(フランス語: Lac des Minimes) は、ヴァンセンヌの森にある3つの人造湖の 1 つである。

## 概略
湖の面積は約0.06km²である。ヴァンセンヌの森の北東部に位置する。湖にはポート ジョーヌ島、北島、南島の3つの島がある。公園内の他の3つの湖と同様に、ミニム湖はヴァンセンヌの森の水路系の一部であり、セーヌ川の水が湖に供給されている。この湖は1857 年にヴァンセンヌの森を公園に変える際に、技師ジャン・シャルル・アルファンの指揮の下で掘削された。この湖の名前は、近くにあったミニム教団の修道院に由来している。